# 보현산
보현산(普賢山)은 대한민국 경상북도 영천시 화북면과 청송군 현서면에 걸쳐있는 산으로 해발 1,124m의 태백산맥 줄기이다. 이지역의 산들을 이끄는 모습에서 일명 ‘모자산(母子山)’이라고도 한다. 정상에는 대한민국 3대 천문관측소 가운데 하나인 보현산 천문대가 있는데 한국천문연구원 산하의 천문대이다.

## 위치
태백산맥의 줄기인 중앙산맥의 중앙부에 위치하는데 이 산이 하나의 맥을 이루므로 이 자체를 보현산맥(普賢山脈)이라고 부르기도 한다.
팔공산맥(八公山脈)과의 분기점으로 되어있는 보현산은 남서쪽으로 화산(華山, 828m)·팔공산(八公山, 1,192m)·가산(架山, 902m)·유학산(遊鶴山, 839m)까지 연결되는 산맥을 형성하고 있다.
지질은 한반도 중심산맥으로 중성화산암류(中性火山岩類)로 되어 있다.
산의 남쪽 800m의 산 중턱에는 산삼 한 뿌리를 캐어 남편의 불치병을 고친 아내가, 평생 모은 재산으로 산삼을 캤던 자리에 지었다는 전설을 가진 법룡사(法龍寺)가 있다.
서쪽 기슭에는 보현산의 큰 절이었던 법화사지(法華寺址)와 높이 약 7m에 이르는 탑만 남겨놓고 병자년 대흉작 때 전소된 정각사지(鼎脚寺址) 등 절터가 많다.

## 지질
보현산의 지질은 경상 누층군 유천층군에 속하는 중성화산암류(中性火山岩類)이다.

## 문화재
- 의성 빙산사지 오층석탑 (보물 제327호)

## 전해지는 이야기
보현산 자락에는 옛날 도로가 나기 전에 자천리 일대 '오리에 걸쳐 숲이 이어'졌다고 해서 붙여진 이름으로 '오리장림'(五里長林)이란 숲길이 이어져 있다. 천연기념물 제404호로 되어 있는 곳이다.
또한 ≪화산지 花山誌≫에는 '산중턱에는 중복에 생겨서 말복에 없어진다는 빙혈(氷穴)이 있다'는 기록이 있으며, 산 아래 화북면 자천리 화북면사무소 인근 도로변에는 은행나무·왕버들·굴참나무·느티나무·시무나무·회화나무 등이 울창한 숲을 이루고 있는데, 서식하는 희귀식물만도 690종이다.
특히 연간 40~50석에 가까운 잣을 땄던 잣나무숲이 있었는데, 광복의 기쁨을 맞이하던 1945년 제2차 세계 대전 때 전부 베어져 버렸다.

## 같이 보기
- 보현산 천문대
- 영천 자천리 오리장림
- 한국의 산
- 내연산
- 영천시의 지질